# Donna Kellogg
Donna Victoria Kellogg, MBE (* 20. Januar 1978 in Derby) ist eine englische Badmintonspielerin.

## Sportliche Karriere
Donna Kellogg startete erstmals 1997 international für ihr Heimatland bei den Weltmeisterschaften 1997 in Schottland. 2000 errang sie ihren ersten großen Erfolg mit dem Gewinn des Europameistertitels im Damendoppel gemeinsam mit Joanne Goode. 2004 schied sie bei Olympia mit Gail Emms im Achtelfinale gegen Zhao Tingting und Wei Yili aus China aus, nachdem sie in der Runde zuvor Louisa Koon Wai Chee und Li Wing Mui aus Hongkong ausgeschaltet hatten. 2006 wurde sie erneut Europameisterin im Damendoppel. Bei den Weltmeisterschaften des gleichen Jahres unterlag sie im Finale des gemischten Doppels mit Anthony Clark ihrer Doppelpartnerin Gail Emms, welche bei dieser WM mit Nathan Robertson antrat.
2010 wurde ihr für ihre Verdienste im Badminton der Order of the British Empire verliehen.
Donna Kellogg graduierte 1999 an der Loughborough University in Sportwissenschaften zum „BSC Physical Education, Sports Science and Recreational Management“.